# Râul Coștei
Râul Coștei este un afluent al Canalului Coșteiu - Chizătău. 

## Hărți
- Harta județului Timiș